# Nudismus

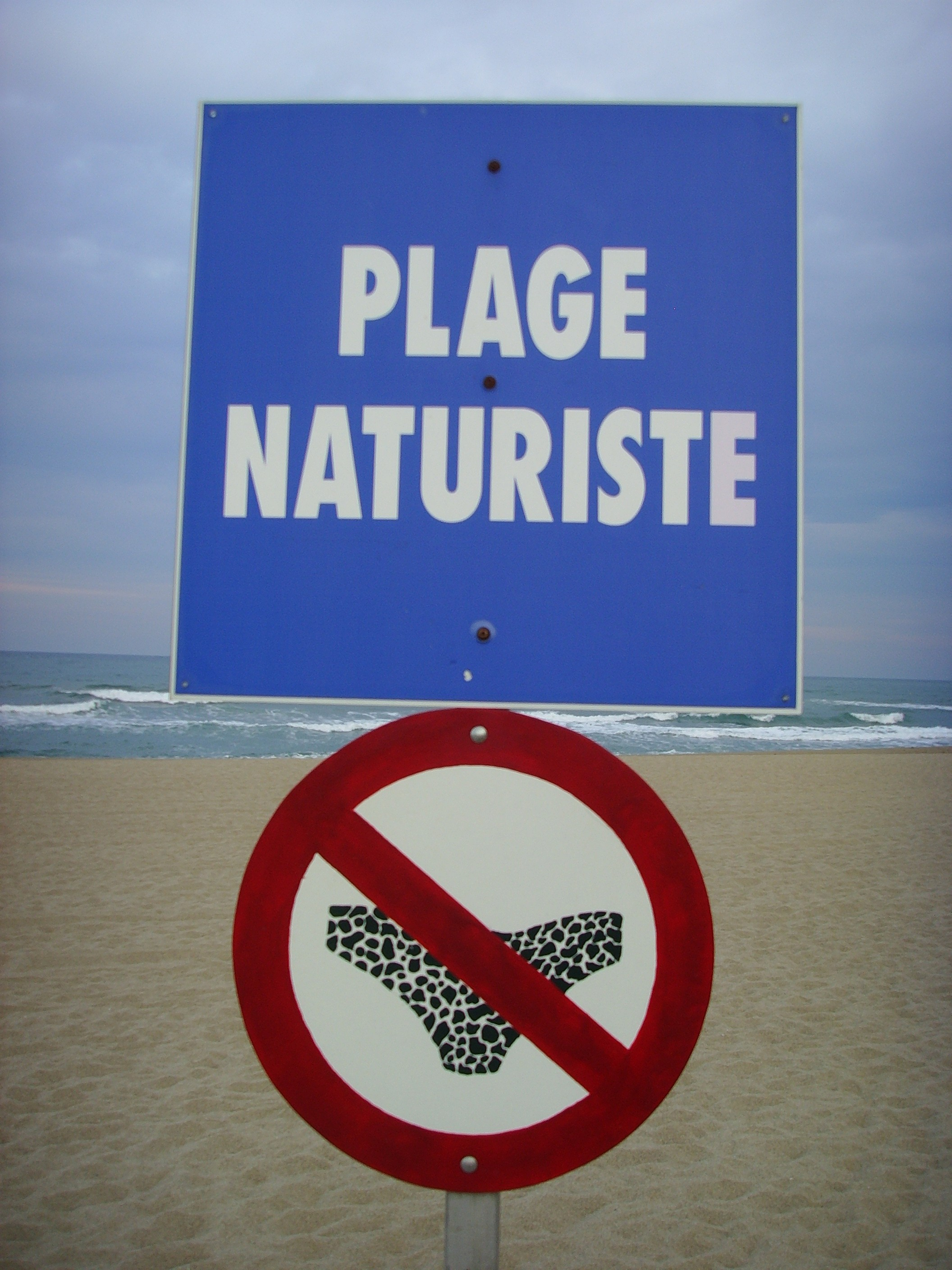
Nudistická pláž s označením „naturistická pláž“

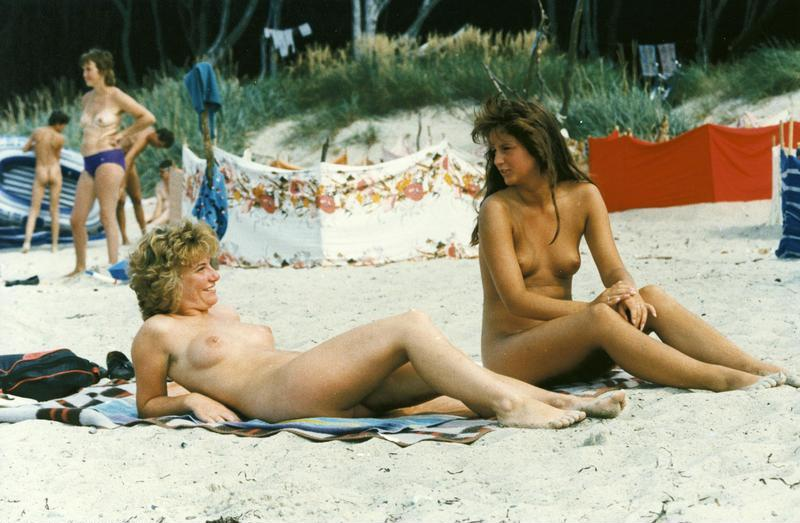
Záběr z východoněmecké FKK pláže

Nudismus označuje propagaci a praktikování nesexuální nahoty. Spojen je zejména s rekreací na nudistických plážích (zkráceně nudapláž) a známý též pod německou zkratkou FKK. Používá se také synonymum naturismus, v širším významu naturismus označuje životní styl a myšlenkový směr návratu k přírodě, jehož součástí je kolektivní nahota.

## Původ názvu
Slovo nudismus má základ v latinském nudus, což znamená „nahý“. Naproti tomu naturismus pochází z latinského slova natura, „příroda“, a označuje návrat k přírodě a přirozenosti, jako protikladu uměle vytvořených civilizačních konvencí. Slovo bylo vytvořeno již dříve ve Francii pro označení literárního směru (Manifest naturismu, 1897). Objevuje se tendence preferovat termín naturismus s důrazem na myšlenkové pozadí místo slova nudismus, které odkazuje jen na praktikování nahoty.
Zkratka FKK namená Freikörperkultur, „kultura volného těla“.

## Nudistické pláže a koupání
V Česku v době socialismu nebyl původně nudismus oficiálně tolerován a na veřejných místech byl stíhán jako přestupek. Od osmdesátých let 20. století[zdroj?] však vznikaly první oficiální nudistické pláže (jedna z prvních např. u jezera Lhota), někde například vyčleněním části prostoru, například jedné ze dvou pláží (Hostivařská přehrada, Šeberák). Zejména na přírodních neoficiálních koupalištích se od 90. let stává běžným, že lidé bez plavek nebo ženy bez horního dílu plavek se rekreují společně s lidmi v plavkách nebo že oblasti nudistického koupání se vymezily nepsaným zvykem. V některých komunitách, hnutích, rodinách či uzavřených společnostech nebylo či není občasné koupání tzv. „na Adama“ v místech bez přítomnosti veřejnosti považováno za nepřijatelné a nemusí být ani spojováno s hnutím nudismu či naturismu.

## Zákaz fotografování
Na nudistických plážích a akcích (např. v Chorvatsku a v ČR), je striktně zakázáno fotografování a například záznam z dovolené tak může být poněkud omezený. Na některých místech (např. v ČR nebo ve Francii), při souhlasu přítomných, může být povoleno fotografování členů vlastní rodiny.  Na některých společných akcích se mohou vzájemně fotografovat naturisté, kteří s tím souhlasí. V ČR a Polsku byli ovšem odsouzeni nudisté a fotografové, jenž umožnili fotografování a natáčení i nahých dětí a sdílení takových fotografií na placených legálních serverech nudistů i v USA. Soud rozhodl, že jde o organizovanou a sofistikovanou trestnou činnost a stěžejní osobnost organizovaného českého naturismu a nudismu Ivo Žurka odsoudil k nepodmíněnému odnětí svobody na 32 měsíců za to, že on a rodiče přiměli děti se svléknout. Ostatní pachatelé dostali podmíněné tresty. 